# Honor wśród wrogów
Honor wśród wrogów (tyt. oryg. Honor Among Enemies) – szósty tom cyklu Honorverse amerykańskiego pisarza Davida Webera, wydany w 1997 roku przez Baen Books i opublikowany w Polsce przez Dom Wydawniczy Rebis w roku 2002.
Akcja powieści rozgrywa się około roku po wydarzeniach Honor na wygnaniu i na powrót pokazuje teatr działań wojennych, który przez dwa poprzednie tomy znajdował się w tle fabuły powieści. Rozwinięty zostaje świat przedstawiony – autor pokazuje obszar tzw. Konfederacji Silezjańskiej, dotychczas jedynie wspominany w powieści. W Honor wśród wrogów zwraca uwagę mniejszy nacisk na politykę niż w poprzednich dwóch częściach, a także mniejsza skala walk, niż w Honorze Królowej i Honor na wygnaniu.

## Fabuła
Na terytorium Konfederacji Silezjańskiej narasta aktywność piracka. Magnaci handlowi Królestwa Manticore proszą o wysłanie większych sił do ochrony tego rejonu, jednak Królewska Marynarka odmawia – z powodu wojny z Haven brak im okrętów. Dwójka kupców proponuje więc stworzenie eskadry niepozornie wyglądających statków-pułapek jako przynęty na piratów. Na ich dowódcę sugerują Honor Harrington, oficer, której oboje nienawidzą, w nadziei, że zginie ona na służbie.
Tymczasem kapitan Honor Harrington pełni służbę jako admirał marynarki Graysona, gdy do systemu przybywa szanowany przez nią oficer, admirał Alexander. Prosi on ją o podjęcie się dowództwa eskadry pułapek i obiecuje, że jest to dla niej szansa na powrót do kariery w Królewskiej Marynarce. Nie bez oporów, Honor zgadza się. Jej cztery nowe jednostki okazują się być delikatnymi statkami handlowymi z domontowanym uzbrojeniem, zaś załoga składa się głównie z marynarzy świeżo po Akademii Marynarki lub ludzi, których inni dowódcy chcieli się pozbyć. Mimo to Honor i pozostali kapitanowie wylatują o czasie do Konfederacji.
Okazuje się, że "piratami" jest flota Ludowej Republiki Haven, która chce związać w regionie siły Królestwa. Gdy jednak Wayfarer Honor Harrington i Vaubon Ludowej Marynarki wpadają na ślad tych samych – prawdziwych – piratów, może się okazać, że będą musieli ze sobą współpracować.

## Główne postaci

### Gwiezdne Królestwo Manticore
- Honor Harrington – kapitan i hrabina Królewskiej Marynarki, admirał i Patronka (księżna) Protektoratu Graysona, dowódczyni 1037. Grupy Wydzielonej i okrętu HMAMC Wayfarer. Główna bohater powieści, jest wysoką, wysportowaną kobietą, którą opisuje się jako "piękniejącą z wiekiem". Sama przez długi czas miała bardzo niską samoocenę, co zaczęło się zmieniać dopiero w Kwestii Honoru. Jest uznawana za znakomitego taktyka, dowódcę i nauczyciela. Posiada mentalną więź z treecatem Nimitzem.
- Rafael Cardones – pierwszy oficer Wayfarera, służył pod Honor na jej trzech poprzednich okrętach w Królewskiej Marynarce. Jest zdolnym, ale momentami nieśmiałym byłym oficerem taktycznym i jednym z podopiecznych Honor, a zarazem jej przyjacielem. Martwi się i troszczy o Honor, starając się jak najwięcej problemów rozwiązać bez uciekania się do jej pomocy.
- Aubrey Wanderman – technik na pokładzie Wayfarera, nieśmiały i niepewny. Misja Wayfarera to jego pierwszy przydział po ukończeniu Akademii. Uznaje Honor za wzór do naśladowania i cieszy się z tego, że służy pod nią. Jest uparty i uzdolniony, nie potrafi jednak samodzielnie się obronić ani przyznać do porażki.
- Randy Steilman – technik systemów środowiskowych Wayfarera, wielokrotnie degradowany za swoje zachowanie i drobne przestępstwa. Jest jednym z marynarzy przeniesionych na statek-pułapkę, ponieważ nikt inny nie chciał go u siebie na pokładzie. Uważa przydział pod Honor Harrington za samobójstwo. Przewodzi grupce, która na pokładzie dręczy i wykorzystuje słabszych, zwłaszcza Wandermana.
- Klaus Hauptman – najbogatszy mieszkaniec Manticore, właściciel korporacji Hauptman Cartel, multimilioner. Uchodzi za człowieka o trudnym charakterze i skłonności do wybuchów. Nienawidzi Honor Harrington za upokorzenie go, w jego mniemaniu, na stacji Basilisk (patrz: Placówka Basilisk). Jeden z kupców, którzy tracą statki w Konfederacji. Pomysłodawca dania jej dowództwa 1037. Grupy Wydzielonej.

### Ludowa Republika Haven
- Warner Caslet – komandor Ludowej Marynarki, dowódca okrętu PNS Vaubon. Po raz pierwszy w serii pojawił się przelotnie w Honor na wygnaniu. Jest człowiekiem honoru o żelaznych zasadach, zarazem jednak obawia się wystąpić przeciw dyktatorskiemu rządowi Ludowej Republiki. Stara się chronić podległych sobie oficerów, a przy tym robić "to, co należy", a więc walczyć z piractwem.
- Shannon Foraker – oficer taktyczny Vaubona, przez członków załogi nazywana "technowiedźmą" dzięki swojej umiejętności zdobycia większej ilości danych niż ktokolwiek inny z tym samym wyposażeniem. Jest geniuszem technologii i nie przejmuje się przewagą techniczną Królewskiej Marynarki. Często zapomina o odpowiednim zwrocie "towarzyszu kapitanie", zamiast tego używając frazy "sir", jednak dzięki jej pozostałym atutom nie zwraca się na to uwagi.
- Denis Jourdain – komisarz polityczny Ludowej Marynarki z przydziałem na Vaubona. Jest wierny systemowi politycznemu i ideologii Ludowej Republiki. W przeciwieństwie do większości komisarzy jest jednak gotów pójść na pewne ustępstwa, jeśli uzna je za właściwe lub poprawiające sprawność jednostki. Regularnie ignoruje używanie przez Foraker formy "sir".

### Inni
- Chien-lu Anderman – groβadmiral Marynarki Wojennej Imperium Andermańskiego, kuzyn Imperatora. Pomimo utrzymania istnienia 1037. Grupy Wydzielonej w tajemnicy, wie, czym naprawdę jest Wayfarer, jednak popiera jego działania. Liczy na to, że Gwiezdne Królestwo pomoże kiedyś Imperium w rozbiorze Konfederacji.
- Andre Warnecke – przywódca jednej z organizacji pirackich działających w Konfederacji. Jest uznawany za niebezpiecznego psychopatę i masowego mordercę. Swoim podwładnym daje wolną rękę w kwestii wyboru celów, jednak nie pozwala na odejście z organizacji i zabija każdego, kto tego próbuje[2].

## Miejsca
- Gwiezdne Królestwo Manticore – monarchia parlamentarna obejmująca trzy planety w systemie Manticore: Manticore, Gryphon i Basilisk, ze stolicą w Landing na pierwszej z nich. Uchodzi za jedno z najbogatszych i najnowocześniejszych państw zamieszkanej przestrzeni. Znajduje się w stanie wojny z Ludową Republiką Haven. Założycielskie państwo Sojuszu, wojskowej organizacji niepodległych systemów opierających się przyłączeniu do Haven. Poza ludźmi zamieszkuje je rdzenna rasa Sphinxa, treecaty[3].
- Ludowa Republika Haven – dyktatura przypominająca Francję tuż po rewolucji francuskiej z pewnymi elementami komunizmu, rządzona przez Komitet Bezpieczeństwa Publicznego. Drugie lub trzecie największe państwo zamieszkanej przestrzeni, jednak o podupadającej gospodarce. Aby utrzymać się, od kilkudziesięciu lat podbija i grabi okoliczne systemy. W Ludowej Marynarce stosowana jest odpowiedzialność zbiorowa – za porażkę każe się oficera wraz z rodziną. Na okrętach wprowadza się oficerów politycznych, którzy muszą akceptować każdą decyzję dowódcy przed jej wykonaniem.
- Konfederacja Silezjańska – luźne zgrupowanie jednosystemowych państw, jeden z największych rynków zagranicznych Gwiezdnego Królestwa. Wiele tamtejszych państw toczy między sobą konflikty, liczne są dyktatury. Działają floty zarówno pirackie, jak i korsarskie, przy czym znaczna część korsarzy to piraci, którzy kupili licencję od rządów dyktatorskich. Gospodarka podupada, brak jest jednolitego frontu w polityce zagranicznej. Konfederacja nie liczy się na arenie międzynarodowej[2].

## Jednostki i okręty
- 1037. Grupa Wydzielona – grupa czterech statków-pułapek klasy Trojan, przeznaczona do operowania na terenie Konfederacji i zniszczenia tamtejszych grup pirackich pod przykrywką jednostek handlowych Gwiezdnego Królestwa. Każdy Trojan to przerobiony statek handlowy, z dodanym uzbrojeniem, kilkunastoma małymi jednostkami wojskowymi, wojskowym typem napędu oraz osłon, jednak żaden z nich nie jest tak silnie opancerzony, jak okręty wojenne. Do Grupy należą HMAMC Wayfarer, Parnassus, Gudrid i Scheherazade.
- HMAMC Wayfarer  – flagowy okręt 1037. Grupy Wydzielonej, dowodzony przez Honor Harrington. Na jego pokład trafili najgorsi marynarze Grupy, ponieważ Honor nie chciała obciążać nimi innych kapitanów. Ze względu na naturę działania Grupy operuje samodzielnie w rejonie Konfederacji. Wyposażeniem, uzbrojeniem i opancerzeniem odpowiada innym jednostkom klasy Trojan. Jego nazwa oznacza "Wędrowiec".
- Task Force 29 (TF29) – grupa wydzielona lekkich jednostek Ludowej Marynarki wojennej, których zadaniem jest atakowanie statków handlowych Gwiezdnego Królestwa i maskowanie tego jako ataków piratów. Celem jest odciągnięcie do zadań konwojowych większej ilości okrętów Królewskiej Marynarki oraz zniszczenie gospodarki Królestwa. TF29 dowodzi admirał Javier Giscard.
- PNS Vaubon  – lekki krążownik, jedna z jednostek TF29. Działa samodzielnie w Konfederacji, niszcząc statki handlowe, jednak walczy też z piratami. Po czystkach w Ludowej Marynarce jego obsada pozostała nienaruszona, ponieważ był zbyt małą jednostką. Dowódcą jest komandor Warner Caslet.